# Моксонидин
Моксонидин (МНН) — гипотензивное лекарственное средство. Применяется для лечения артериальной гипертонии у пациентов, которые имеют повышенный вес (избыточную массу тела, ожирение, сахарный диабет). Стимулируя имидазолиновые рецепторы, моксонидин устраняет влияние симпатической нервной системы на развитие артериальной гипертонии и нарушения обмена веществ, в том числе и ожирение, и нарушения обмена инсулина. Способствует снижению избыточного веса и нормализации пищевого поведения, наряду с контролем артериального давления.
Проводившиеся в 2003 году исследования клинической эффективности моксонидина на больных сердечной недостаточностью III—IV класса по NYHA было прервано из-за почти двукратного превышения смертности в контрольной группе над плацебо-группой. В этом исследовании суточная доза препарата составляла 3,0 мг, в то время как обычно препарат назначается в дозировке 0,2-0,6 мг в день.